# Trustix
Trustix est une distribution Linux destinée aux serveurs et centrée sur la sécurité et la stabilité. Ainsi, les binaires et les services non nécessaires ne sont pas installés, et des programmes comme Sendmail sont remplacés par des équivalents plus sécurisés comme Postfix.
Trustix est également, et ce depuis plusieurs années, une marque déposée par Comodo. Cette compagnie propose en plus de la distribution dite "communautaire" des solutions commerciales et professionnelles telles que :
- Trustix Mail Server
- Trustix Entreprise Firewall

Parmi les éléments intéressants de Trustix Secure Linux, outre les buts recherchés de légèreté, stabilité et de sécurité, on peut noter le gestionnaire de packages SWUP proposant une excellente gestion des dépendances, la possibilité de créer des dépôts localisés  le tout s'appuyant sur un système de paquets signés afin d'en vérifier l'intégrité. Le format d'empaquetage natif est celui mis au point par Redhat (RPM). Enfin, des paquets de contributeurs tiers sont également disponibles afin d'etoffer le nombre de paquetages disponibles.

## Versions
| Version | Date de sortie   | Nom de code |
| ------- | ---------------- | ----------- |
| 0.80    | 21 février 2000  | PaperJoe    |
| 0.81    | 23 février 2000  |             |
| 0.90    | 29 février 2000  |             |
| 1.0     | 13 mars 2000     |             |
| 1.01    | 17 mars 2000     |             |
| 1.1     | 27 juin 2000     | There       |
| 1.2     | 30 novembre 2000 | AnyWhere    |
| 1.5     | 22 août 2001     | MiddleWhere |
| 1.8.0   | 18 novembre 2002 | Rainstorm   |
| 1.8.1   | 18 février 2003  | Forecast    |
| 1.9.0   | 14 avril 2003    | Tornado     |
| 1.9.1   | 9 mai 2003       | Hurricane   |
| 1.9.2   | 6 juin 2003      | Lightning   |
| 1.9.5   | 23 juin 2003     | Thunder     |
| 2.0     | 2 juillet 2003   | Cloud       |
| 2.0.50  | 16 janvier 2004  | Snow        |
| 2.0.80  | 4 février 2004   | Snow        |
| 2.0.90  | 16 février 2004  | Snow        |
| 2.1     | 8 mars 2004      | Horizon     |
| 2.1.50  | 25 octobre 2004  | Wonderboy   |
| 2.2     | 8 novembre 2004  | Sunchild    |